# 1821 au royaume uni des Pays-Bas
Chronologie des Pays-Bas
- 1817
- 1818
- 1819
- 1820
- 1821
- 1822
- 1823
- 1824
- 1825

Cette page recense des événements qui se sont produits durant l'année 1821 au royaume uni des Pays-Bas.

## Chronologie
- Août 1821 : première parution du Courrier des Pays-Bas, titre de presse libéral bruxellois.

## Naissances
- 24 janvier : Lievin De Winne, peintre belge († 13 mai 1880).
- 4  février : Charles Soubre, peintre belge († 30 janvier 1895).
- 28  février : Jean-Baptiste Kindermans, peintre belge († 11 août 1876).
- 31 mai : Henriëtte Ronner-Knip, peintre belgo-néerlandaise († 2 mars 1909).
- 11 décembre : Charles Houben, prêtre catholique néerlandais († 5 janvier 1893).

## Décès
- 4 avril : Pierre-Michel de Lovinfosse, peintre liégeois (° 20 novembre 1745).